# Mùa xuân đầu tiên (bài hát của Tuấn Khanh)
"Mùa xuân đầu tiên" là một ca khúc nhạc vàng viết về mùa xuân do nhạc sĩ Tuấn Khanh sáng tác vào năm 1966. Đây là một trong những ca khúc xuân khá nổi tiếng ở miền nam Việt Nam vào thời điểm đó.

## Nội dung và xuất xứ
Bài hát Mùa xuân đầu tiên được viết theo điệu Boléro, là một trong số ít những ca khúc xuân viết về sự đoàn tụ của người lính thời ly loạn. Bài hát nói lên nỗi mong chờ nhau của những người sống trong thời chinh chiến, để rồi được sum họp trong nỗi hân hoan vào những ngày đầu xuân.
Bài hát này sau đó đã được nhà xuất bản Trăm Hoa Miền Nam mua lại bản quyền.

## Ca sĩ thể hiện
Bài hát Mùa xuân đầu tiên lần đầu tiên được trình diễn bởi ca sĩ Hoàng Oanh, rồi đến ca sĩ Dạ Hương (trong album Shotguns Xuân 72 của băng nhạc Nguồn sống - 1972).
Sau năm 1975, ở hải ngoại, ca khúc Mùa xuân đầu tiên đã được trình bày bởi ca sĩ Xuân Thu (album Xuân này con không về của băng nhạc Ngọc Chánh 4 - 1983), Ngọc Minh (Xuân nghệ sĩ - 1987), Hương Lan (Xuân đi lễ chùa - 1988), Lê Uyên (video Dạ vũ xuân - Người Đẹp Bình Dương 1990) và Lệ Hằng (Xuân và Tuổi Trẻ - 1995). Trong chương trình Paris By Night 64 (2002), Như Quỳnh và Thế Sơn cũng đã song ca bài hát này. Trong chương trình ASIA 39 (2003), Đinh Ngọc và Thanh Trúc cũng đã song ca bài hát này.
Nhiều ca sĩ trong nước cũng đã trình diễn bài hát này trên sân khấu như Cẩm Ly, Phương Anh, và Lân Nhã.